# محمد الق (غرغان بوي)
محمد الق (بالفارسية: محمدالق) هي قرية تقع في إيران في قسم غرغان بوي الريفي. يقدر عدد سكانها بـ 478 نسمة بحسب إحصاء 2016.